# Opme
Opme (/ɔm/) est un lieu-dit situé dans la commune de Romagnat, dans le département du Puy-de-Dôme, en région Auvergne-Rhône-Alpes. Le château d'Opme et ses jardins constituent un ensemble remarquable classé monument historique, depuis respectivement 1916 et 1969.

## Géographie

### Localisation
Opme se trouve sur un col reliant la vallée de l'Auzon au bassin clermontois, au pied du plateau de Gergovie, sur les pentes du Puy Giroux dont l'altitude est de 838 mètres.
Le site se trouve sur un axe nord-sud que le vent balaie parfois de fortes rafales amplifiées par le relatif encaissement des contreforts du plateau de Gergovie et de ceux du Puy Giroux. Le CNRS possède une station d'observation et de mesures des vents pour étudier ces phénomènes,.
Opme possède d'importantes sources fournissant de l'eau aux communes voisines de Romagnat et de Clermont-Ferrand.

### Transports
Le village est accessible, depuis le centre de Romagnat (au nord), par la route départementale 3 appelée route d'Opme. Cette route continue au sud-est en direction de Jussat, sur la commune limitrophe de Chanonat ; la D 785 accède directement au chef-lieu de la commune précitée.
À l'ouest, la D 120 permet d'accéder au village voisin de Saulzet-le-Chaud et à la route départementale 2089 (ancienne route nationale 89) ; vers l'est, la D 800 accède au plateau de Gergovie.
Le village est également desservi par la ligne 27 du réseau de transports urbains T2C ; un service de transport à la demande, fonctionnel en semaine, complète l'offre en correspondance avec la ligne 12 à Beaumont afin de rejoindre le centre-ville de Clermont-Ferrand.

### Index des rues
- Allée du Verger
- Rue des Hautes
- Rue des Basses
- Chemin de Giroux
- Rue du Maréchal de Tassigny
- Rue du Café
- Rue des Sources
- Rue des Bruyères
- Rue des Peigneurs
- Rue du Grandchamp
- Rue Côte-de-Champtoux
- Impasse des Mancenilles
- Chemin du Chantout

## Histoire

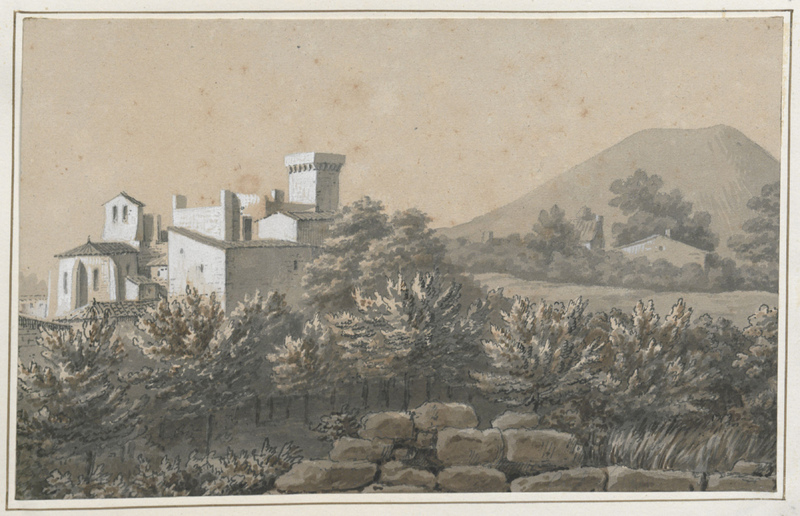
Village d'Opme, vu par Étienne-Jean Delécluze

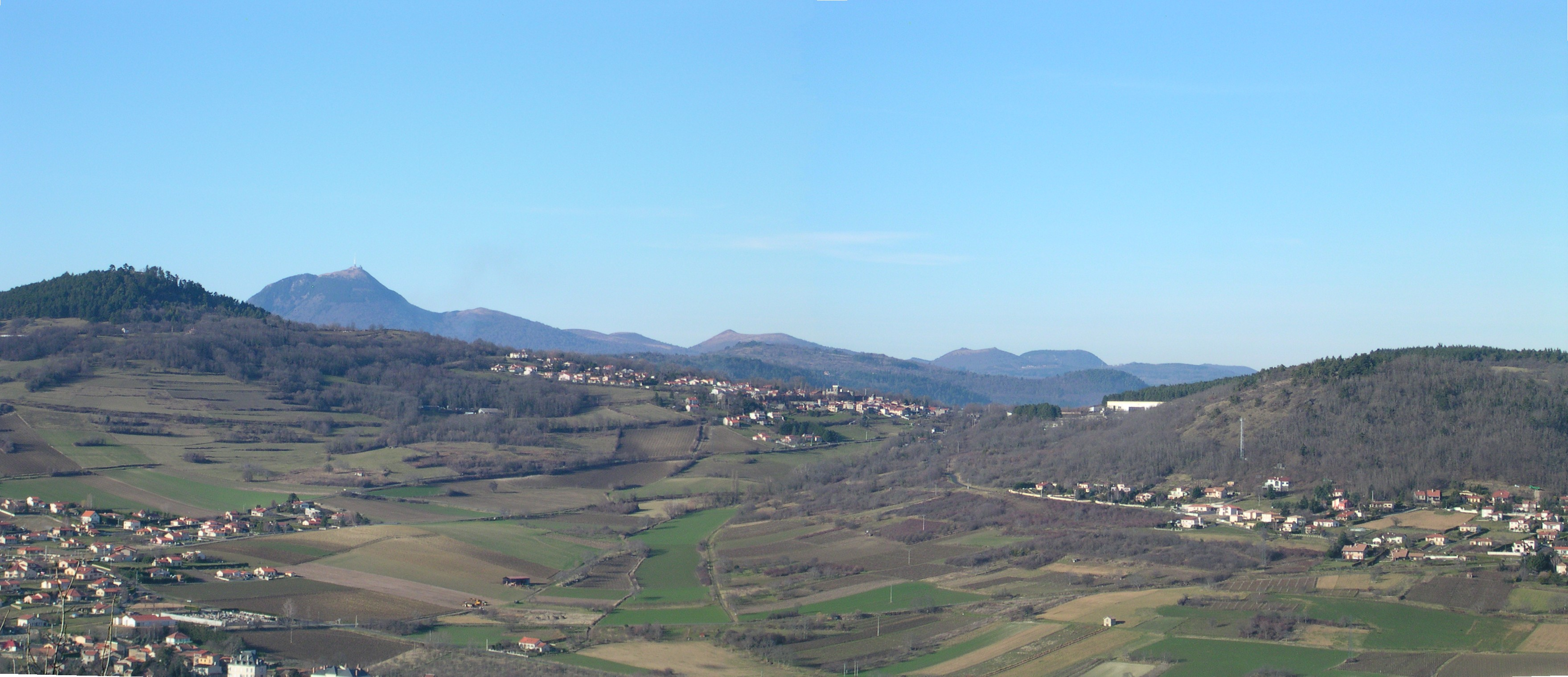
Le village de Opme (au centre), à gauche le Puy Giroux, à droite le plateau de Gergovie et en arrière-plan la Chaîne des Puys.

Opme est situé sur l'emplacement stratégique d'un col où passait la voie romaine qui reliait Augustonemetum (Clermont-Ferrand) à Anicium (Le Puy-en-Velay).
La tour de garde qui commande et sécurise les lieux est ensuite transformée en château pour devenir la propriété des comtes d'Auvergne puis des dauphins d'Auvergne. La construction primitive date du XIe siècle, ce qui en fait l'un des plus vieux châteaux d'Auvergne.
En l'an 1234, la seigneurie d'Opme est cédée par Guillaume , dauphin, comte de Clermont, à Guillaume de Montrognon, en échange du château-fort de Montrognon, dominant Clermont-Ferrand, d'une importance majeure pour la défense de cette ville. Les descendants de la famille de Montrognon possédèrent la seigneurie d'Opme pendant plusieurs siècles, sous l'obligation de la foi-hommage aux dauphins, comte de Clermont, comme seigneurs dominants .
Bâti autour d'une cour intérieure, le logis est flanqué de cinq tours, dont trois subsistent encore. Au XIIIe siècle, un donjon carré remplace une tour d'angle. Pris par les Anglais en 1381, le château est libéré en 1393 par les maréchaux de Boucicaut et Sancerre.
En l'an 1613, Antoine de Ribeyre, trésorier de France, devient propriétaire d'Opme et y effectue des travaux considérables dans le goût de l'époque. Il crée une entrée d'honneur et un escalier intérieur, perce de larges fenêtres à meneaux donnant clarté et élégance à cette demeure autrefois si austère. Il aménage aussi, dans le style de Le Nôtre, deux jardins en terrasses. Celui du haut est un parterre entourant un grand bassin circulaire. Le jardin du bas est réservé à l'usage potager. Au centre, une remarquable fontaine Renaissance, attribuée à Androuet du Cerceau, embellit cet harmonieux ensemble à la fois utilitaire et d'agrément.
De juillet 1940 à septembre 1941, le général de Lattre de Tassigny, séjourne au château. Il crée l'École des cadres d'Opme qui forme des cadres pour l'armée française rénovée. En septembre 1941, le général de Lattre de Tassigny quitte l'Auvergne pour prendre le commandement des troupes françaises de Tunisie. Un petit musée rappelle des épisodes de cette époque. L'École des cadres est devenue un établissement régional d'enseignement adapté qui porte son nom,,,.

## Administration
Le village dépend de la commune de Romagnat.

## Population et société

### Éducation

#### Cursus scolaire
Le village est rattaché à Romagnat, laquelle dépend de l'académie de Clermont-Ferrand. Aucun secteur n'est affecté par défaut pour le village d'Opme ; les élèves devraient commencer leur scolarité à l'école élémentaire de Saulzet-le-Chaud.
Ils la poursuivent au collège Henri-Pourrat de Ceyrat, puis à Clermont-Ferrand, au lycée Jeanne-d'Arc (ou Blaise-Pascal).

#### Lycée d'enseignement adapté
Le lycée d'enseignement adapté accueille une centaine d'élèves, lesquels peuvent l'intégrer en 4e et 3e SEGPA ou 3e prépa pro. Il forme les élèves aux CAP carreleur mosaïste, installateur thermique, maçon, plâtrier plaquiste ou jardinier paysagiste. Elle abrite le siège d'une antenne du GRETA, accueillant des adultes en formation continue préparant des brevets professionnels.

## Culture et patrimoine

### Bâtiments religieux

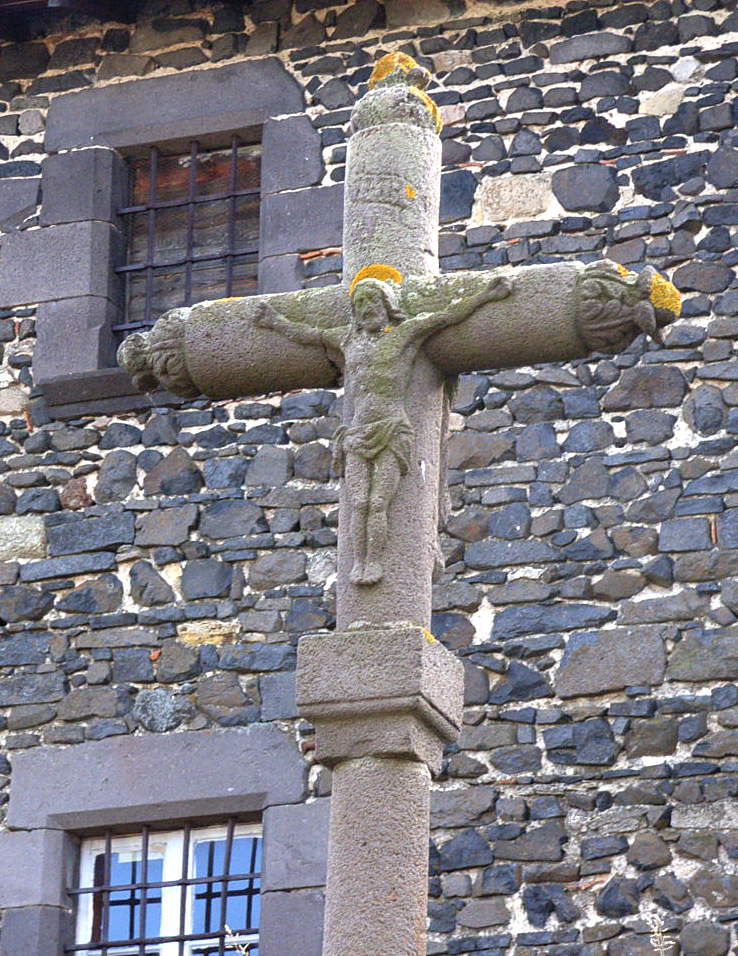
Croix de saint Georges.

- Église du village : autrefois rattachée au château.
- Chapelle dédiée à la vierge : en face de l'entrée du château, à l'extrémité de l'ancienne allée d'accès au château.
- Croix de Saint Georges

### Les Patrimoines
Mobilisation pour la sauvegarde de l'église

Création d'une association pour la sauvegarde des Patrimoines d'Opme A.S.P.'Opme.

Les habitants d'Opme ont décidé d'un commun accord de lancer une association de sauvegarde de l'église avec un élargissement aux patrimoines du village : naissance d'A.S.P.'Opme.

Le village d'Opme compte comme un point touristique et environnemental important au sein de la commune de Romagnat, son château, ses rues pittoresques, ses randonnées et balades (GR et PR), ici sont réunies histoires anciennes et contemporaines.

aspopme.com

### Autres bâtiments
- Ancienne Maison du Peuple

### Musées
- Musée du Maréchal de Lattre de Tassigny au château d'Opme.